# Aeolian Building
L'Aeolian Building è un grattacielo di Midtown Manhattan, a New York, negli Stati Uniti d'America. L'Aeolian Building è collocato tra il numero 29-33 della quarantaduesima strada e il numero 34 della quarantatreesima strada. Si trova a fianco del W. R. Grace Building ed è a nord di Bryant Park. È alto 79 metri e ha diciotto piani. Tra il 1912 e il 1927 l'edificio disponeva anche dell'Aeolian Hall, una grande sala da concerto considerata tra le migliori dell'epoca.

## Storia
L'Aeolian Building venne eretto nel 1912 sul sito un tempo occupato dalla Latting Tower, un noto osservatorio esistito durante il ventesimo secolo. Il progetto dell'Aeolian Building venne assegnato ai due architetti Whitney Warren, Charles Delevan Wetmore. Durante gli anni dieci l'edificio divenne la quarta sede dell'Aeolian Company, un'azienda che fabbricava pianoforti e altri strumenti musicali. Durante la metà del 1922 la società vendette la struttura alla Schulte Cigar Stores Company per oltre 5 milioni di dollari. Dal 1961 al 1999 l'edificio ospitò il Graduate Center of the City University of New York. Oggi è la sede della State University of New York College of Optometry.

## Aeolian Hall
Tra il 1912 e il 1927 l'Aeolian Building comprendeva una sala da concerto nota come Areolian Hall. Essa poteva ospitare 1.100 spettatori, si trovava sul lato della quarantatreesima strada dell'edificio e occupava il primo e il secondo piano. Tra il 1923 al 1926 essa comprendeva gli studi dell'emittente WJZ (oggi WABC).
Presso l'Aeolian Hall vi venne tenuto, il 12 febbraio 1924, un famoso e rivoluzionario concerto del compositore jazz Paul Whiteman e la sua orchestra intitolato An Experiment in Modern Music. Nel corso dello stesso venne eseguita una suite di Victor Herbert e le due marce Pomp and Circumstance di Edward Elgar che chiudevano il concerto. An Experiment in Modern Music è anche ricordato in quanto, nel corso dello stesso, venne eseguita, per la prima volta, Rapsodia in blu di George Gershwin, la penultima della scaletta dei brani.
Coloro che suonarono presso l'Aurealian Hall comprendono l'Orchestra Sinfonica di New York e artisti quali Edna Indermaur, William Grant Still, Ottorino Respighi, Sergei Rachmaninoff, Beniamino Riccio, Josef Hofmann, Sergei Prokofiev, Ferruccio Busoni, Guiomar Novaes, Rebecca Clarke, May Mukle, Ignacy Jan Paderewski, Vladimir Rosing, lo Zoellner Quartet, Florence Mills e Nadezhda Plevitskaya.